# Centre national des soins palliatifs et de la fin de vie
Le Centre national des soins palliatifs et de la fin de vie (CNSPFV) est un organisme créé par décret en 2016 et placé sous l'autorité du ministre des Solidarités et de la Santé. Il est chargé de contribuer à une meilleure connaissance des conditions de la fin de vie en France et d'informer sur la législation en vigueur sur la fin de vie et les soins palliatifs.

## Historique
Le Centre national des soins palliatifs et de la fin de vie (CNSPFV) est issu du développement de structures d’information et de documentation sur les thématiques des soins palliatifs et de la fin de vie destinées aux professionnels de santé et au grand public.
Le premier centre d'information et de documentation spécialisé sur les soins palliatifs, la mort, le deuil et l'accompagnement est créé en 1997 par l'Association François-Xavier Bagnoud, au sein du Centre du même nom.

### Programmes nationaux de développement des soins palliatifs
Les plans de développement des soins palliatifs ont permis depuis 1991, sous l'impulsion de l'État et du ministère de la Santé, de définir des objectifs, des moyens et des actions afin d'assurer un développement de l'offre des soins palliatifs en France.
Le deuxième Programme national de développement des soins palliatifs 2002-2005 commande la transformation de la première structure en Centre de ressources national François-Xavier Bagnoud (CDRN FXB), lui conférant ainsi une envergure nationale.
Le troisième Programme national de développement des soins palliatifs 2008-2012 prévoit l'organisation d'une campagne grand public relative à la fin de vie et aux soins palliatifs par le CDRN FXB, ce qui lui amène une nouvelle notoriété et lui permet un changement d'image : il devient le Centre national de ressources Soin palliatif (CNDR SP) ;
En parallèle, l'Observatoire national de la fin de vie est créé pour 5 ans en 2010, aux côtés du CDRN SP, pour indiquer « les besoins d'information du public et des professionnels de santé à partir de l'étude des conditions de la fin de vie et des pratiques médicales qui s'y rapportent » (Article 1). Le rapprochement entre les deux structures est recommandé par la mission d'évaluation de la loi relative aux droits des malades et à la fin de vie du 22 avril 2005.
Le quatrième Plan national 2015-2018 pour le développement des soins palliatifs et l'accompagnement en fin de vie, prévoit en première instance la fusion du CDRN SP et de l'ONFV pour créer le Centre national dédié aux soins palliatifs et de la fin de vie, du fait que les deux structures préalables aient acquis des savoirs complémentaires. Le décret no 2016-5 du 5 janvier 2016 porte création pour 5 ans du Centre national des soins palliatifs et de la fin de vie. Ce décret est suivi par l'entrée en vigueur de la loi Claeys-Leonetti no 2016-87 du 2 février 2016 créant de nouveaux droits en faveur des malades et des personnes en fin de vie, que le CNSPFV est chargé de promouvoir. Le décret no 2021-114 du 2 février 2021 modifie les dispositions relatives au CNSPFV, celui-ci est créé jusqu'au 31 décembre 2021.
Le Plan national 2021-2024 pour le développement  des soins palliatifs et l'accompagnement de la fin de vie prévoit le renouvellement du CNSPFV et le recadrage de ses missions.
Depuis octobre 2022 le Centre National fait partie du Comité de Gouvernance de la Convention Citoyenne sur la fin de Vie. Il est représenté par sa directrice Giovanna Marsico par délégation de la présidente Sarah Dauchy.

## Missions
Les missions du CNSPFV sont fixées dans son décret de création jusqu'en janvier 2026.
Il doit contribuer à une meilleure connaissance des soins palliatifs et des conditions de la fin de vie et à la diffusion des dispositifs relatifs aux directives anticipées et à la désignation des personnes de confiance, de la démarche palliative et des pratiques d'accompagnement.
Il doit donc à ces fins recueillir, exploiter et rendre publiques des ressources statistiques, épidémiologiques et documentaires et produire des expertises indépendantes, et étayées par les données scientifiques. Il a également pour mission, en qualité de centre de référence, d'informer et communiquer le grand public ainsi que les professionnels des soins palliatifs et de l'accompagnement de la fin de vie et les représentants de la société civile sur ces dispositifs, démarches et pratiques liés aux soins palliatifs et à la fin de vie. Enfin, en qualité de centre de dialogue et d'espace de débat, il doit contribuer à l'animation du débat sociétal et éthique et à la réflexion sur l'intégration des soins palliatifs dans les parcours de santé et l'intégration de la fin de vie dans les parcours de vie.

### Mise en œuvre

#### Campagnes nationales d'information
Le Centre national des soins palliatifs et de la fin de vie (CNSPFV) réalise des campagnes nationales d'information à destination du grand public et des professionnels de santé.
La première a été divisée en deux volets. Le premier volet, lancé le 13 décembre 2016, était à destination des professionnels de santé et du médico-social. Il avait pour but de sensibiliser les professionnels à la loi Claeys-Leonetti no 2016-87 du 2 février 2016, c'est-à-dire à la dernière évolution législative de la loi relative aux droits des malades et des personnes en fin de vie. Le deuxième volet, lancé le 20 février 2017, était à destination du grand public et avait pour objectif de faire mieux connaître aux Français leurs droits en fin de vie et de les inciter à ouvrir le dialogue sur ces sujets avec leurs proches et les professionnels de santé. Il avait pour slogan "La fin de vie, et si on en parlait ?", et consistait en un spot TV de 25 secondes et en une présence dans la presse, sur le web et sur les réseaux sociaux,,,. Une plateforme d'écoute gratuite a également été mise en place, joignable par e-mail ou par téléphone.
La deuxième campagne tous publics, lancée le 14 octobre 2018, conservait le même slogan et les mêmes visuels,. À l'occasion de cette campagne, le CNSPFV inaugure un nouveau site internet.

#### Soirées-débat
En complément des campagnes nationales d'information, le Centre national des soins palliatifs et de la fin de vie (CNSPFV) organise des cycles de soirées-débats dans toute la France en partenariat avec des établissements de santé, des espaces de réflexion éthique régionaux, des agences régionales de santé, des municipalités ou des associations citoyennes afin de continuer à sensibiliser les citoyens en matière de fin de vie. Ces soirées font ensuite l'objet de brochures (cf. Publications - Brochures à destination du grand public).
Le premier cycle de 13 soirées a eu lieu de mars à décembre 2017 et avait pour thème les directives anticipées,.
Le deuxième cycle de 15 soirées a eu lieu de mai 2018 à décembre 2019 et avait pour thème l'obstination déraisonnable.

#### Le Massive Open Online Course (MOOC)
Le CNSPFV a créé un cours en ligne ouvert et massif (Massive Open Online Course, ou MOOC) sur la plateforme Fun, qui s'intitule Fin de vie : s'informer pour en parler. Deux sessions se sont succédé en 2020.

#### Recueil et analyse de données épidémiologiques
En lien avec l’Institut national de la statistique et des études (Insee), le Centre d'épidémiologie sur les causes médicales de décès (CépiDc), l’Agence technique de l’information sur l’hospitalisation (ATIH) et la Direction de la Recherche, des Études, de l'Évaluation et des Statistiques (Drees), le Centre national des soins palliatifs et de la fin de vie (CNSPFV) recueille et analyse des données en lien avec les soins palliatifs et la fin de vie. Le CNSPFV diffuse notamment ces données sous la forme d'un Atlas des soins palliatifs et de la fin de vie en France.

#### Enquêtes de terrain et groupes thématiques
Le Centre national des soins palliatifs et de la fin de vie (CNSPFV) mène des enquêtes de terrain et dirige des groupes thématiques de façon à observer comment les politiques publiques relatives aux soins palliatifs et à la fin de vie sont mises en œuvre sur le territoire et à la façon dont elles sont comprises et reçues par les professionnels de santé. Ces enquêtes et groupes de travail font l'objet de publications et de présentations à des congrès.
Depuis 2018, le CNSPFV mène une enquête annuelle sur la sédation profonde et continue jusqu'au décès (SPCJD) afin d'identifier et de comptabiliser les SPCJD prescrites chez les patients en fin de vie dans différents services, de connaître la répartition entre demandes et propositions de SPCJD et collecter des éléments sur la mise en œuvre,.
En 2019, le CNSPFV a mené une enquête sur les structures et les ressources humaines en unités de soins palliatifs (USP) et en équipes mobiles de soins palliatifs (EMSP), avec pour objectif d'en faire un état des lieux à la fois quantitatif et qualitatif,,.
Les groupes thématiques ont successivement porté sur : les directives anticipées, la sédation profonde et continue jusqu'au décès, la médecine palliative, l'obstination déraisonnable, et la sclérose latérale amyotrophique.

#### Documentation
Le CNSPFV est doté d'un centre de documentation ouvert au public. La base de données bibliographique est accessible en ligne, le portail documentaire. Les documentalistes réalisent des recherches et des veilles documentaires sur les soins palliatifs et la fin de vie.

## Fonctionnement

### Budget
Le CNSPFV est hébergé et géré par la fondation Œuvre de la Croix Saint Simon, un établissement de santé privé d'intérêt collectif (ESPIC), qui reçoit une dotation de missions d’intérêt général et d’aide à la contractualisation (MIGAC) de l’ARS Ile-de-France fléchée par le Ministère des Solidarités et de la Santé. Se sont ajoutées des dotations de MIGAC non reconductibles pour les campagnes nationales de communication.

### Gouvernance
L'arrêté du 7 avril 2016 nommait Mme Véronique Fournier présidente du CNSPFV. À la suite de la démission de celle-ci en septembre 2020, l'arrêté du 27 janvier 2021 nomme Mme Sarah Dauchy en qualité de présidente du Comité d'Orientation Stratégique.
L'arrêté du 28 janvier 2022 nomme Mme Sarah Dauchy présidente du CNSPFV. Le CNSPFV est dirigé par Mme Giovanna Marsico depuis le 3 janvier 2022.
Selon les articles 3 et 4 du décret n°2022-87 du 28 janvier 2022, une commission d'expertise est créée au sein du CNSPFV. Elle chargée de contribuer à la définition du programme de travail annuel du CNSPFV, de suivre sa mise en œuvre et de décider des suites à donner aux travaux réalisés. Outre la présidente, la commission d'expertise est composée de 22 membres issus de diverses sociétés savantes, associations et directions administratives nommés par arrêté du(de la) ministre chargé de la santé pour une durée de cinq ans. Elle est présidée par la présidente du CNSPFV.

### Équipe
L'équipe est composée de personnes issues de différentes formations : médecine, médecine de santé publique, sciences humaines et sociales, statistiques, documentation, administration, communication, graphisme.

### Atlas des soins palliatifs et de la fin de vie en France
- 2021 : Évolution de l’offre en soins palliatifs entre 2015 et 2019
- 2020 : Atlas des soins palliatifs et de la fin de vie en France, 2e édition
- 2018 : Atlas des soins palliatifs et de la fin de vie en France, 1re édition

### Dossiers
- 2021 : Panorama des législations sur l'aide active à mourir dans le monde (janvier 2021)

### Brochures

#### A destination du grand public
- Juin 2020 : Acharnement thérapeutique, obstination déraisonnable. Qui décide ? Que dit la loi ? Où mettre le curseur ?
- Février 2018 : Les directives anticipées, à quoi ça sert ?

#### A destination des professionnels de santé
- Juin 2020 : Penser ensemble l’obstination déraisonnable
- Juin 2019 : Des soins palliatifs à la médecine palliative : quels enjeux pour l'avenir ?
- Novembre 2018 : La sédation profonde et continue jusqu'au décès en France, deux ans après l'adoption de la loi Claeys-Leonetti
- Février 2018 : Un an de politique active en faveur des directives anticipées

### Guides pratiques
- 2021 (actualisé) : Fin de vie : accompagner et dialoguer avec les patients. Document à destination des professionnels de santé[41]
- 2021 (actualisé) : Fin de vie : dialoguer et accompagner. Document à destination du grand public[41]
- Octobre 2019 : Guide pour les proches aidants d'une personne en fin de vie
- 2016 : Mieux accompagner la fin de vie en France - la fin de vie, parlons-en avant. Repères à l'usage des professionnels de santé (avec la Haute autorité de santé (HAS) et le Ministère des affaires sociales et de la santé)

### Décrets
Décret no 2022-87 du 28 janvier 2022 relatif au Centre national des soins palliatifs et de la fin de vie
Décret no 2021-114 du 2 février 2021 relatif au Centre national des soins palliatifs et de la fin de vie (mise à jour)
Décret no 2016-5 du 5 janvier 2016 portant création du Centre national des soins palliatifs et de la fin de vie

### Arrêtés de nomination
Arrêté du 14 juin 2022 portant nomination à la commission d'expertise du Centre national des soins palliatifs et de la fin de vie
Arrêté du 28 janvier 2022 portant nomination de la présidente du Centre national des soins palliatifs et de la fin de vie
Arrêté du 12 juillet 2021 modifiant l'arrêté du 27 juillet 2016 fixant la composition du conseil d'orientation stratégique du Centre national des soins palliatifs et de la fin de vie
Arrêté du 27 janvier 2021 portant nomination de la présidente du conseil d'orientation stratégique du Centre national des soins palliatifs et de la fin de vie
Arrêté du 27 juillet 2016 fixant la composition du conseil d'orientation stratégique du Centre national des soins palliatifs et de la fin de vie
Arrêté du 7 avril 2016 portant nomination du président du Centre national des soins palliatifs et de la fin de vie{